# Альперович, Виталий Львович
Виталий Львович Альперо́вич (род. 20 июня 1954, Самарканд) — советский и российский физик. Доктор физико-математических наук (1999), профессор кафедры физики полупроводников физического факультета Новосибирского государственного университета (2000).
Специалист в области физики полупроводников и оптической спектроскопии полупроводниковых структур. Автор и соавтор более 90 научных публикаций.

## Биография
В. Л. Альперович родился 20 июня 1954 году в Самарканде в семье преподавателей. Он окончил физико-математическую школу при Новосибирском государственном университете в 1971 году, а затем с отличием окончил физический факультет НГУ по специальности «Физика» в 1976 году. После окончания университета Альперович начал работать в Институте физики полупроводников Сибирского отделения АН СССР, где прошёл путь от лаборанта до ведущего научного сотрудника, которым является с 1996 года.
В Новосибирском государственном университете В. Л. Альперович работает по совместительству с 1985 года. Он начинал как старший преподаватель кафедры физики физико-математической школы, а затем перешёл на кафедру физики полупроводников физического факультета, где с 1994 года работал ассистентом, с 1995 года — доцентом, а с 2000 года — профессором.
Под его научным руководством защищено пять кандидатских диссертаций. Он является членом диссертационного совета при Институте физики полупроводников СО РАН и учёного совета этого института.

## Научный вклад
Основные направления научной деятельности Виталия Львовича Альперовича связаны с исследованиями оптических, фотоэлектрических и фотоэмиссионных явлений в полупроводниковых структурах на основе соединений A3B5. Целью этих исследований является выяснение природы локализованных состояний и механизмов рассеяния, захвата и рекомбинации электронов на поверхности и границах раздела полупроводников.
Совместно с коллегами Альперович обнаружил новые поляризационные фотоэффекты на баллистических и горячих электронах. Он исследовал оптические и транспортные резонансы Ванье-Штарка в полупроводниковых сверхрешётках AlAs/GaAs, а также эволюцию электронных свойств поверхности p-GaAs(Cs,O) в процессе формирования состояния с отрицательным электронным сродством.
Альперович разработал методы Фурье- и фазового анализа спектров фотоотражения, позволяющие разделять вклады от поверхности и внутренних границ раздела тонкослойных эпитаксиальных структур и определять энергетические зонные диаграммы таких структур. Он также обнаружил и изучил фазовый переход в двумерном слое атомов цезия, адсорбированных на поверхности арсенида галлия.
Практическое значение полученных Альперовичем результатов связано с совершенствованием полупроводниковых фотоэмиттеров с отрицательным электронным сродством.